# SCS Software
SCS Software es una empresa checa de desarrollo de software. Creada en 1997 tiene la sede en Praga, República Checa. La empresa ha producido varios videojuegos para PC y Mac incluyendo la serie 18 Wheels of Steel, la serie Hunting Unlimited, OceanDive, Deer Drive, Bus Driver o Euro Truck Simulator y el último producido, American Truck Simulator. También ha desarrollado varios motores gráficos como Prism3D o Terreng.

## Juegos

### 18 Wheels of Steel
La serie 18 Wheels of Steel se basa en la conducción de camiones en la región de América del Norte. Los títulos de la serie se muestran a continuación:
- Hard Truck: 18 Wheels of Steel [2002]
- 18 Wheels of Steel: Across America [2003]
- 18 Wheels of Steel: Pedal to the Metal [2004]
- 18 Wheels of Steel: Convoy [2005]
- 18 Wheels of Steel: Haulin [2006]
- 18 Wheels of Steel: American Long Haul [2007]
- 18 Wheels of Steel: Extreme Trucker [2009]
- 18 Wheels of Steel: Extreme Trucker 2 [2011]

### Euro Truck Simulator
La serie Euro Truck Simulator se basa también en la conducción de camiones, pero en los países europeos.
- Euro Truck Simulator [2008]
- UK Truck Simulator [2010]
- German Truck Simulator [2010]
- Trucks & Trailers [2011]
- Scania Truck Driving Simulator [2012]
- Euro Truck Simulator 2 [2012]

### American Truck Simulator
American Truck Simulator (2016)

### Bus Driver
Bus Driver es un simulador de autobuses creado en marzo de 2007, que pone al jugador al volante de diversos autobuses en una ciudad ficticia basada en Norteamérica.

## Motores gráficos
- TERRENG - usado en Deer Hunter I, II, 3, y otros juegos de caza.
- Prism3D - El motor actual. Usado en la mayoría de los juegos nuevos como : 911: Fire and Rescue, Duke Nukem: Manhattan Project, Shark! Hunting the Great White, Hunting Unlimited.